# Katastrofa (powieść)
Katastrofa – powieść fantastycznonaukowa Macieja Kuczyńskiego z elementami powieści sensacyjnej wydana w 1968 r. przez „Naszą Księgarnię”.
Książka została wpisana na listę lektur do szkoły podstawowej, wielokrotnie wznawiana. 

## Treść
Akcja toczy się w odległej przyszłości, po tym jak nastąpiło Powszechne Zjednoczenie Świata. Władzę sprawują na zmianę przedstawiciele poszczególnych kontynentów. Wszędzie panuje powszechny dobrobyt. Jednak pojawia się zagrożenie, gdyż w tajemniczych okolicznościach wygasają kolejne elektrownie dostarczające energii niezbędnej do funkcjonowania urządzeń technicznych. Światu grozi upadek i chaos. Śledztwo w tej sprawie prowadzi Światowa Służba Porządku, w której pracuje Polak Robert Browicz. On to wykrywa, że za tym wszystkim stoi szalony naukowiec, który uważa, że rozwój świata idzie w złym kierunku. Chcąc powstrzymać niewłaściwy, jego zdaniem, rozwój cywilizacji, postanowił zniszczyć źródła energii. Optymistyczne zakończenie powieści zawiera jednak ostrzeżenie przed niekontrolowanym rozwojem techniki.

## Odbiór
Antoni Smuszkiewicz ocenia książkę jako najlepszą i najpopularniejszą powieść s-f Kuczyńskiego, nazywa ją „klasyczną powieścią-ostrzeżeniem”, w której pojawia się nuta przestrogi – znamienna dla fantastyki lat 60. Autor (podobnie jak Stanisław Lem w Powrocie z gwiazd) interesuje się zagrożeniami, które może nieść ze sobą „pozbawiony humanistycznej refleksji, niepohamowany rozwój cywilizacji materialnej”. Co do kwestii formy zauważa, że „schemat fabularny utworu przypomina Krater czarnego snu Zegalskiego”. 
Stanisław Frycie pisze, że w powieści „wątek fantastyczny ograniczony jest do formalnych wyznaczników przedstawionego świata”, a utwór jest powieścią sensacyjną „bez pretensji do rozważań filozoficznych”. Niemniej naukowiec znajduje w niej odniesienia do huxleyowskiego Nowego wspaniałego świata, a „wartka akcja, dramatyczne spięcia, utrzymany do końca nastrój grozy czynią tę pozycję interesującą lekturą, choć pozbawioną większych walorów artystycznych”. 